# Colomesus asellus
Colomesus asellus conocido como pez globo amazónico es una especie de peces de la familia Tetraodontidae en el orden de los Tetraodontiformes.

## Morfología
Tiene forma ovalada y cuerpo ancho, llega a medir entre 10 a 13 cm de longitud. La coloración es verde en el dorso y blanca ventralmente con bandas transversales negras en la superficie dorsal. Su boca es chata y cuenta con dos placas de dientes que le ayuda a romper las conchas de los moluscos de los que se alimenta. Sus dientes están fusionados en una placa superior y una inferior lo que le ayuda romper el alimento que se encuentra en los ríos. Llena su cuerpo de agua para verse más abultado y grande y así evitar ser depredado por otros animales. Sobre su piel tiene unas glándulas que producen una secreción mucosa que funciona como barrera contra las bacterias y los hace lisos al tacto.

## Hábitat y ecología
Es un pez de agua dulce y de clima tropical. No se tiene conocimiento de su ciclo reproductivo o cortejo. No existe dimorfismo sexual. Se presume que se reproducen a finales de la temporada seca y las crías crecen durante la temporada de lluvias. Esto se infiere por los comportamientos de alimentación en la orilla del río donde es más frecuente ver adultos en la temporada seca y a juveniles en la temporada de lluvias.  Los adultos y los juveniles son piscívoros mientras que las larvas se alimentan de plancton. Tolera temperaturas entre los 24 y 28 °C.

## Distribución geográfica
Es un pez que habita la zona del lecho y la columna de agua de los ríos, lagos y bosques inundables de la cuenca amazónica y se distribuye en los países de Brasil, Bolivia, Colombia, Ecuador, Perú, Venezuela y las Guyanas. Principalmente en las cuencas de los ríos Amazonas (desde el Perú hasta la isla Marajó, incluyendo los afluentes Araguaia y Guaporé), Orinoco (cerca de la desembocadura) y Esequibo.

## Observaciones
Es inofensivo para los humanos.